# اگیلس لوتس
اگیلس لِوتس (زبان لتونیایی: Egils Levits زاده ۳۰ ژوئن ۱۹۵۵) سیاست‌مدار و حقوقدان اهل لتونی است که از ۸ ژوئیه ۲۰۱۹ تا ۸ ژوئیه ۲۰۲۳ رئیس‌جمهور لتونی بود. وی از سال ۲۰۰۴ تا ۲۰۱۹ عضو دیوان دادگستری اروپا بود.